# Robert Mulligan

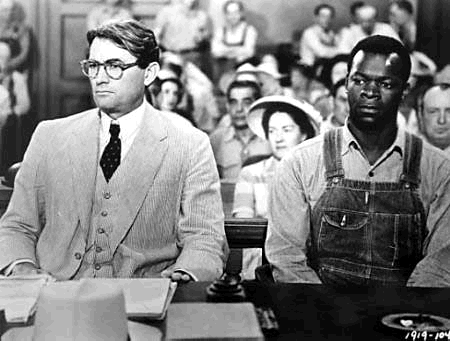
Atticus Finch y Tom Robinson en la película Matar a un ruiseñor (To Kill a Mockingbird), de 1962, basada en la novela homónima de Harper Lee.

Robert Mulligan (Nueva York, 23 de agosto de 1925 - Lyme, Connecticut, 20 de diciembre de 2008) fue un director y productor estadounidense de cine y televisión adscrito al movimiento del Nuevo cine estadounidense y más concretamente a la llamada «generación de la televisión», junto con Stanley Kramer y Robert Altman, entre otros. Es conocido por sus dramas conmovedores, como Matar a un ruiseñor (1962), Verano del 42 (1971), El otro (1972), El año que viene a la misma hora  (1978) y El hombre en la luna (1991). También fue conocido por sus extensas colaboraciones con el productor Alan J. Pakula en la década de 1960.

## Biografía
Mulligan estudió en la Universidad de Fordham antes de servir en los cuerpos de la Marina norteamericana durante la Segunda Guerra Mundial. Al finalizar ésta, obtuvo empleo en el departamento editorial del diario The New York Times, si bien lo abandonó pronto para iniciar su carrera en el mundo de la televisión.

## Trayectoria
Empleado por la cadena CBS, Mulligan se forjó en la televisión en puestos auxiliares, trabajando como «chico de los recados». Perseveró en su trabajo, aprendiendo los entresijos del medio, de tal forma que en 1948 ya se encontraba dirigiendo importantes series dramáticas. 
En 1957, Mulligan dirigió su primera película, Fear Strikes Out, protagonizada por Anthony Perkins como el atormentado jugador de béisbol Jimmy Piersall. Esta película fue el primer largometraje que dirigiría junto a su colaborador de toda la vida, Alan J. Pakula, quien recibió su primer crédito como productor con la película. Pakula confesó en una ocasión: «Trabajar con Bob me hizo retroceder en la dirección varios años porque disfrutaba trabajando con él, nos lo pasábamos bien y disfrutaba del trabajo».
Mulligan regresó a la televisión para dirigir episodios de Playhouse 90, Rendezvous, The Dupont Show of the Month y las versiones televisivas de Ah, Wilderness! y The Moon and Sixpence. En 1959 ganó un Premio Emmy por su trabajo de dirección en The Moon and Sixpence, una producción televisiva que supuso el debut televisivo en los Estados Unidos de Sir Laurence Olivier.
En 1960 Robert Mulligan dirigió su primera película para la gran pantalla y dos años después recibió un enorme reconocimiento así como sendas nominaciones como mejor director en los Premios Óscar y el Directors Guild of America por su obra Matar a un ruiseñor, basada en la novela homónima de Harper Lee. En 1972 fue nominado también para recibir un Globo de Oro como mejor director y un nuevo Directors Guild Award por su exitosa Verano del 42.
Mulligan y Pakula siguieron a To Kill a Mockingbird con cinco películas más. Love With the Proper Stranger (1963), protagonizada por Natalie Wood y Steve McQueen.  Baby the Rain Must Fall (1965) protagonizada por McQueen. Inside Daisy Clover (1965) protagonizada por Wood. Up the Down Staircase (1967) se basó en una novela humorística de Bel Kaufman y fue protagonizada por Sandy Dennis como la maestra de escuela Sylvia Barrett. The Stalking Moon (1968), basada en una novela del oeste de TV Olsen y que reunió a Mulligan y Pakula con Peck, esta vez en el papel de Sam Varner, un explorador que intenta escoltar a una mujer blanca (Eva Marie Saint) y a su hijo mestizo a Nuevo México después de que son perseguidos por un apache sediento de sangre, el padre del niño. Después de esta película, Pakula se separó de Mulligan para seguir su propia carrera como director.
Sus películas tienen siempre un aire nostálgico, de reconstrucción de un pasado reciente a través del tamiz de la memoria, fundamentalmente de aquellas vivencias que tienen que ver con el punto de vista de la niñez y de la adolescencia, enlazados a su vez indisolublemente con acontecimientos históricos relevantes, como pudieron ser la Gran Depresión en el sur agrícola de los Estados Unidos (To Kill a Mockingbird) o el trauma que supuso la Segunda Guerra Mundial para aquella generación de jóvenes norteamericanos (Summer of '42). De alguna manera se puede decir que sus películas plantean una revisión crítica, aunque no exenta de valores éticos y épicos, de la historia reciente de su país.
Robert Mulligan fue hermano del actor Richard Mulligan.

## Muerte
Mulligan murió de una enfermedad cardíaca en su casa de Lyme (Connecticut), el 20 de diciembre de 2008, a la edad de 83 años.

## Filmografía selecta
- Fear Strikes  Out (El precio del éxito, 1957)
- The Rat Race (Perdidos en la  gran ciudad, 1960)
- The Great Impostor (El gran  impostor, 1961)
- Come September (Cuando llegue  septiembre, 1961)
- The Spiral Road (Camino de la  jungla, 1962)
- To Kill a Mockingbird (Matar a un ruiseñor, 1962)
- Love with the Proper Stranger  (Amores con un extraño, 1963)
- Baby the Rain Must Fall (La  última tentativa, 1965)
- Inside Daisy Clover  (Intimidades de una adolescente / La rebelde, 1965)
- Up the Down Staircase  (1967)
- The Stalking Moon (La noche de  los gigantes, 1969)
- The Pursuit of Happiness  (1971)
- Summer of '42 (Verano del  42, 1971)
- The Other (El otro, 1972)
- The Nickel Ride (1974)
- Same Time, Next Year (El  próximo año a la misma hora, 1978)
- Bloodbrothers (1978, titulada  Stony, sangre caliente en España y Cuestión de sangre en  Hispanoamérica)
- Kiss Me Goodbye (Bésame y  esfúmate, 1982)
- Clara's Heart (El corazón de  Clara, 1988)
- The Man in the Moon (Verano  en Louisiana, 1991)

^ Indica el título con el que fue estrenada en los países de habla hispana.

## Premios y nominaciones
Premios Óscar
| Año  | Categoría      | Trabajo nominado    | Resultado |
| ---- | -------------- | ------------------- | --------- |
| 1963 | Mejor director | Matar a un ruiseñor | Nominado  |

Festival Internacional de Cine de San Sebastián
| Año  | Categoría                            | Película      | Resultado |
| ---- | ------------------------------------ | ------------- | --------- |
| 1971 | Concha de Plata a la mejor dirección | Verano del 42 | Ganador   |